# Tahiti ou la Joie de vivre
Pour plus de détails, voir Fiche technique et Distribution.
Tahiti ou la Joie de vivre est un film français de Bernard Borderie, sorti en 1957.

## Synopsis
Pour prouver à son rédacteur en chef que le Paradis terrestre existe à Tahiti, un journaliste se fait envoyer là-bas…

## Fiche technique
- Titre original : Tahiti ou la Joie de vivre
- Réalisation : Bernard Borderie
- Scénario : Bernard Borderie, Yvan Audouard
- Photographie : Henri Persin
- Son : William-Robert Sivel
- Montage : Armand Rudel
- Production : Raymond Borderie
- Société de production : CICC Films Borderie
- Société de distribution : Discifilm
- Pays d’origine :  France
- Langue originale : français
- Format : couleur — 35 mm — 2,35:1 (Franscope) —  son Mono
- Genre : Comédie
- Durée : 90 minutes
- Dates de sortie : 
  - France : 17 mai 1957

## Distribution
- Georges de Caunes : le journaliste
- Maea Flohr : la Tahitienne
- Roland Armontel : le rédacteur en chef
- Marcel Pérès
- Pascale Petit